# 可逆性后部脑病综合征
可逆性后部脑病综合征 （PRES）（英文：Posterior reversible encephalopathy syndrome），或称可逆性后部脑白质变性 （RPLS）（英语：reversible posterior leukoencephalopathy syndrome），是一种以头痛、意识障碍、癫痫及视力受损为主的病症，首次被报导于1996年。病因多样，可因恶性高血压、子痫或应用某些药物引起，在磁共振成像（MRI）上表现为片状脑组织水肿。病症具有自限性，有时可残留影像学改变。 

## 病因
PRES有几大病因，包括免疫抑制剂治疗、肾衰、子痫、极度高血压及系统性红斑狼疮等，低镁血症可以扩大PRES的影响。

## 症状和体征
典型的PRES常伴有头痛、恶心、呕吐、性情改变、癫痫、昏睡及视觉障碍，局灶性神经系统体征罕见。

## 诊断
诊断常需借助脑部MRI扫描，至少应扫描三组序列，病灶表现为长T2信号，脑血管造影能提供进一步诊断。

## 治疗
治疗方法取决于原发病症。比如：病变与高血压有关，就该加强血压控制；如与用药相关就停用相关药物。

## 预后
在控制血压及解除原发病后，大部分病例可以在1～2周内恢复，但也可能遗留长期甚至永久的神经系统功能障碍。少数情况下，进行性脑水肿或脑出血可以造成患者死亡。

## 流行病学
发病率尚未明了，已知病例包括2～90岁患者，无明显好发年龄，在女性之发病率可能略高。